# Ризький собор
Ризький (Домський) собор (латис. Rīgas Doms, нім. Dom zu Riga) — кафедральний собор Риги, є одним із символів міста, візитівкою країни. Будівництво собору розпочали в 1211 році. Він поклав початок романсько-готичному стилю будівництва з каменю та цегли. Головний храм Латвійської євангельсько-лютеранської церкви. Катедра лютеранського архієпископа Ризького.

## Назва
- Ризький собор
- Домський собор — калька з Rīgas Doms перекладається як Ризький собор.
- Ризький домський собор — збірна назва

## Історія
Будівництво Ризького собору з монастирем було розпочато невдовзі після заснування Риги — 25 липня 1211 року відбулась церемонія освячення місця будівництва.
Церква була задумана як резиденція засновника міста єпископа Альберта, якого не влаштовувала його тодішня резиденція в районі Яня сета (Іванового двору). У зведенні собору брала участь велика кількість ризьких ремісників, але керувати роботами було призначено німецьких та готландських майстрів.

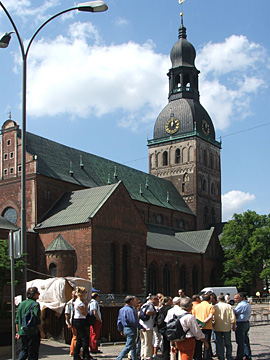
Вигляд з боку входу

Єпископ Альберт так і не побачив закінчення будівництва, що тривало до середини ΧΙΙΙ століття. В хроніках говориться, що він був похований в соборі «під третім каменем, під світильником».
Після закінчення першого етапу будівництва в Ризькому соборі розмістився домський капітул (колегія вищого духовенства єпископства чи архієпископства в католицькій церкві), який активно розпочав роботу по насадженні католицтва у Латвії. В примикаючому до собору монастирі було засновано Соборну школу, де проходили навчання католицькі священики.
Після Реформації ΧVI століття собор став власністю міста. Приміщення монастиря почали використовуватись під господарські потреби, хрестова галерея і двір були обладнані під ринок, на нижньому поверсі влаштували міську бібліотеку, Соборська школа стала першим світським вищим навчальним закладом у Ризі.
Сьогодні у Ризькому соборі 2 рази на тиждень відбуваються богослужіння Лютерано-Євангелічної церкви, а також проходять концерти органної музики. В перебудованому Соборному монастирі з 1791 року знаходиться Музей історії Риги та мореплавства.

## Архітектура
Першопочатково собор будувався у звичному для того часу романському стилі (його елементи можна побачити в найдавнішій вівтарній частині будівлі — масивні стіни, хрестові зводи, напівциркульні віконні арки). Однак процес будівництва затягнувся і собор був завершений стилі готики (стрільчаті арки, великі вікна, зірчасті зводи). Подальші перебудови додали в собор риси раннього бароко, пізнього романтизму, класицизму.
Свою нинішню форму собор здобув у кінці XVIII століття, в наш час[коли?] його довжина становить 87,1 м, ширина — 43,5 м, висота башти — близько 90 м.

## Інтер'єр
У соборі є всесвітньовідомий орган, побудований у 1883–1884 роках фірмою «E. F. Walker & Co». Має 124 регістри, 6718 металевих та дерев'яних труб. Його звучання чутно в будь-якій частині Старої Риги.